# Сетон, Джордж, 7-й лорд Сетон
Джордж Сетон, 7-й лорд Сетон (англ. George Seton, 7th Lord Seton; 1531 — 8 января 1586) — шотландский дворянин и дипломат, лорд парламента Шотландии, мастер двора Марии, королевы Шотландии, и проректор Эдинбурга.
Старший сын Джорджа Сетона (? — 1549), 6-го лорда Сетона (1513—1549), и Элизабет Хэй, дочери Джона Хэя, 3-го лорда Хэя из Йестера (? — 1543). Его детство и школьное образование прошли во Франции.

## Политическая карьера

### Эдинбург и реформация
Джордж Сетон был проректором Эдинбурга в 1557 году и время от времени посылал своего плотника Роберта Фендура или Фендера в Городской совет в качестве своего представителя. В феврале 1558 года Джордж Сетон был одним из восьми комиссаров, посланных к королю Генриху II во Францию для переговоров о браке Марии, королевы Шотландии, с дофином Франциском. 29 ноября 1558 года парламент Шотландии признал, что Джордж Сетон и другие выполнили своё поручение. В феврале 1559 года городской совет выделил ему средства на подготовку банкета в честь Марии де Гиз от их имени.
Однако Джордж Сетон и городской совет начали сталкиваться с трудностями, отчасти вызванными Шотландской Реформацией. После беспорядков в Перте Эдинбург был оккупирован протестантскими лордами Конгрегации в июне 1559 года. Сетон безуспешно пытался защитить монастыри Блэкфрайерс и Грейфрайерс. Протестантские лорды покинули Эдинбург в июле, но заключили соглашение с Марией де Гиз, разрешающее свободу совести в религии. Сетона, графа Хантли и Шательро попросили встретиться с жителями Эдинбурга, чтобы обсудить восстановление мессы в Сент-Джайлсе. По словам Джона Нокса, они встретили отказ, и люди не позволили служить мессу ни в одной другой церкви. К тому времени, когда лорды Конгрегации заняли Эдинбург во второй раз в октябре 1559 года, уже сформировался другой соперничающий совет, возглавляемый Арчибальдом Дугласом из Килспинди. Протестантские лорды отступили, и совет Сетона был восстановлен. Когда в апреле 1560 года прибыла английская армия, мобилизованная по Бервикскому договору, Арчибальд Дуглас из Килспинди вернулся к власти в совете.
Во время осады Лита в 1560 году Джордж Сетон сражался за Марию де Гиз против шотландских протестантов и английской армии. 24 апреля он напал на английский лагерь в Ресталриге. Он был схвачен английским кавалеристом, который сломал свою шпагу и посох, но был спасен французскими мушкетерами . После того, как Эдинбургский договор завершил боевые действия, Джордж Сетон отплыл во Францию с эвакуированными на борту «Миньона».
В Париже в октябре 1560 года он тайно встретился с английским послом Николасом Трокмортоном, попросив у него паспорт для возвращения в Шотландию через Англию. Ему удалось убедить Трокмортона, что он сожалеет о своей службе Марии де Гиз и о французских делах. Джордж Сетон получил французскую пенсию в качестве дворянина королевской палаты. Он намеревался сделать портрет королевы Марии, но Мария разочаровала его в этой миссии, сказав, что картина еще не готова. Джордж Сетон покинул Францию в ноябре 1560 года в сопровождении лучника шотландской гвардии по имени Александр Кларк, чью лояльность, как думал Трокмортон, он купил.

### Мария в Шотландии
Во время личного правления Марии в Шотландии у Джорджа Сетона была верная надпись крупными резными буквами и позолота над входом во дворец Сетон:
«UN DIEU, UN FOY, UN ROY, UN LOY»

Один Бог на все времена: одна верность монарху
.
У лорда Сетона были штампы, изготовленные эдинбургским ювелиром Майклом Гилбертом для чеканки золотых и серебряных медалей с тем же девизом, а также монограмма с его инициалами и инициалами его жены Изобель Гамильтон, «GS-IH», с другим девизом «Nemo Potest Duobus». Dominus Servire" из Матфея 6:24: «Никто не может служить двум господам».
Марии не удалось снова предложить Джорджа Сетона в качестве ректора Эдинбурга в октябре 1561 года. В следующем году она сделала лучший выбор, поддержав Арчибальда Дугласа из Килспинди, теперь связанного с успехом Реформации.
В марте 1565 года Джордж Сетон дрался на дуэли с Фрэнсисом Дугласом, который был тяжело ранен. Граф Мортон и лэрд Летингтон попытались подать в суд, поэтому Сетон уехал во Францию. Томас Рэндольф, английский дипломат, слышал, что Мария и лорд Дарнли отправились в Сетон-Палас и были «уложены в постель» после свадьбы в Холирудхаусе. Сетон вернулся в Шотландию в октябре 1565 года. Он вез оружие из Франции для королевы Марии. Английский корабль «Эйд» пытался заблокировать Лит, чтобы помешать ему пришвартоваться, но был отброшен. Груз Сетона включал трех больших лошадей для лорда Дарнли.
Французский посол Жан, граф де Бриенн, прибыл в Эдинбург 2 ноября 1566 года и поселился в доме Генри Кинлоха в Канонгейте недалеко от Холирудского дворца. Он отправился в замок Стерлинг на крещение принца Джеймса 12 декабря в сопровождении лорда Джорджа Сетона.
Через несколько дней после смерти лорда Дарнли, 17 февраля 1567 года, Мария Стюарт заказала синий костюм для своего шута по имени Джордж Стивен, доставленный ей во дворец Сетон, в апреле она была там со своим советом. Вместе с другими сторонниками брака королевы Марии с Джеймсом Хепберном, 4-м графом Ботвеллом, Джордж Сетон подписал соглашение в таверне Эйнсли 19 апреля 1567 года.
Брак Марии с Ботвеллом и продолжение королевского правления в Шотландии вызвали сопротивление лордов Конфедерации. Она останавливалась во дворце Сетон до того, как её схватили неподалеку в битве при Карберри-Хилл. Затем она была заключена в тюрьму в замке Лохливен. Она сбежала в замок Сетона в Ниддри, но её сторонники снова потерпели поражение в битве при Лангсайде. Джордж Сетон был взят в плен, и в ранних сообщениях считалось, что он убит. Сын лорда Очилтри, зятя Джона Нокса, убил бы его в отместку за рану отца, но он уступил и был спасен Джеймсом Стюартом, 1-м графом Мореем.
Королева Мария Стюарт отправилась в Англию, где к ней присоединилась ее спутница, сводная сестра Сетона Мэри Сетон. Вместе с другими лордами Марии Джордж Сетон был заключен в тюрьму в Эдинбургском замке, где Мария беспокоилась, что ему угрожает опасность заражения чумой. Наконец Сетону разрешили отправиться в изгнание во Францию. Английская Елизавета I прислала ему паспорт 1 июня 1569 года.

### Сторонник изгнанной королевы

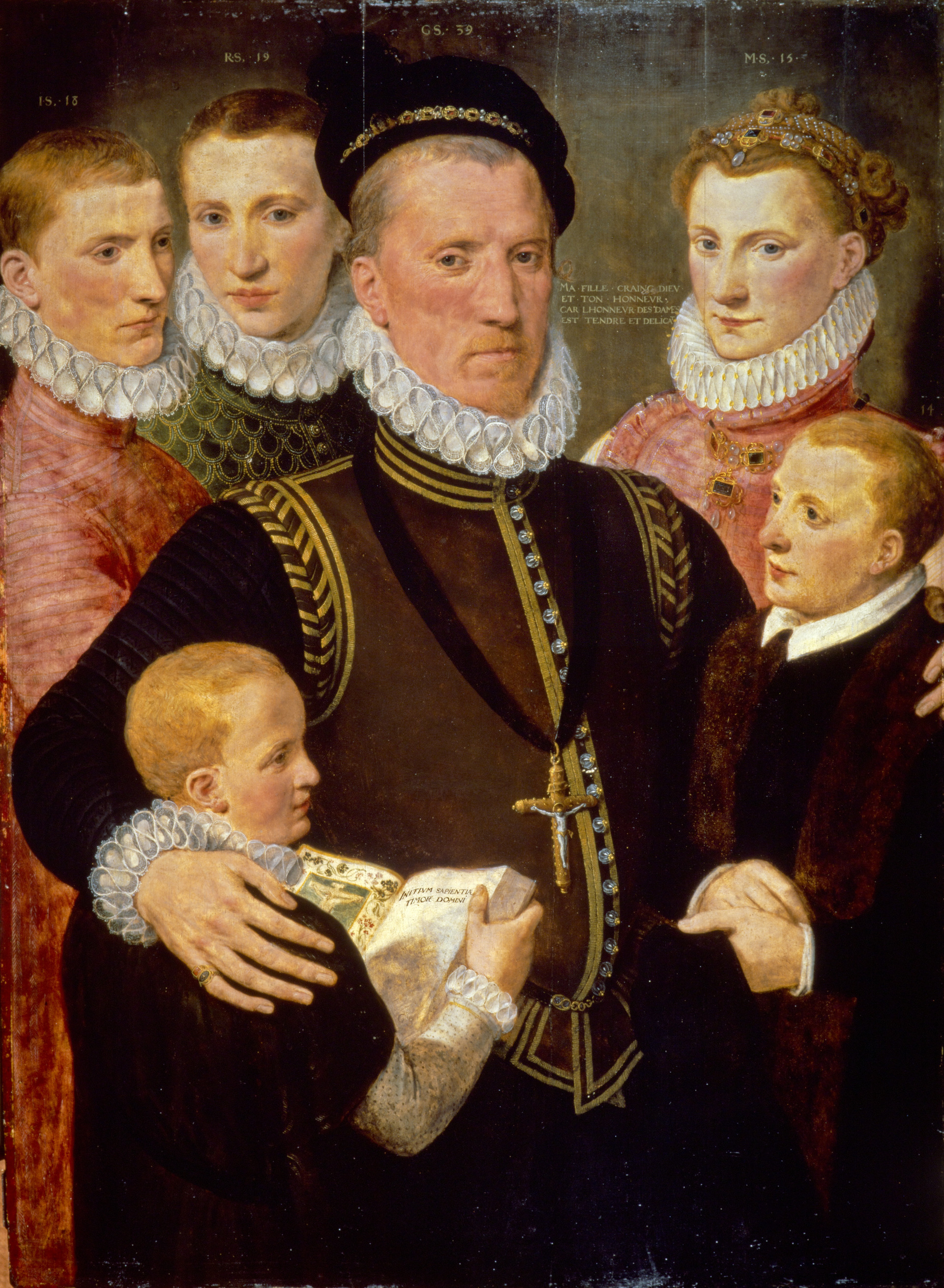
Джордж, лорд Сетон, и его семья, написанные в 1572 году Франсом Пурбусом Старшим, когда Сетон был в Испанских Нидерландах.

Три шотландских сторонника Марии, герцог Шательро, граф Хантли и граф Аргайл дали Сетону поручение вести переговоры с герцогом Альба, вице-королем Нижней Германии, в качестве посла Марии в августе 1570 года. Джордж Сетон должен был просить испанцев о помощи. восстановить Марию в Шотландии и изгнать сторонников ее сына, которые зависели от английской власти. Альба пошлет деньги сэру Уильяму Киркалди из Грейнджа, чтобы он продолжал удерживать Эдинбургский замок для Марии. В сентябре 1570 года лорд Морли встретил его в доме Кэтрин Невилл, графини изгнанного графа Нортумберленда в Брюгге. Сетон сказал Морли, что он прибыл, чтобы сопровождать графиню, которая ранее искала убежища в Шотландии, во Францию. Автор «Истории и жизни Джеймса Секста» записал то, что, должно быть, было популярным отчетом о миссии к герцогу Альбе. Сетон пытался убедить Альбу предоставить армию из 10 000 человек, убедив шотландских солдат, сражающихся против Испании, перейти на другую сторону. Солдаты не реагировали, пока сам Джордж Сетон не был схвачен и подвергнут пыткам на дыбе. Затем солдаты бунтовали только до тех пор, пока его не освободили. Было предложение денег, но герцог Альба не мог пощадить людей, и миссия Сетона не увенчалась успехом. Тем временем в Шотландии имущество его французской мачехи Мари Пьери и сводного брата Роберта Сетона было конфисковано офицерами регента Морея.
В январе 1572 года Джордж Сетон был в испанских Нидерландах с герцогом Альба и все еще поддерживал связь с графиней Нортумберленд. Возвращение Сетона в Шотландию через Англию вызвало тщательные поиски шотландского судоходства в английских водах. В апреле 1572 года маршал Берик-апон-Твид, сэр Уильям Друри, составил заговор с мистером Арчибальдом Дугласом, чтобы похитить Сетона по его возвращении с берега в Лейте ночью и доставить его в Англию, но план не вступил в силу после того, как Дуглас был арестован по приказу регента Мара.
Итальянец по имени Баттиста ди Тренто написал длинное письмо Елизавете I Английской в 1577 году, в котором утверждалось, что несколькими годами ранее был раскрыт заговор с участием Джорджа Сетона и его сыновей, в том числе Александра, который тогда учился в Риме. В рамках заговора Ридольфи Мария Стюарт вышла бы замуж за герцога Норфолка и была бы восстановлена на шотландском престоле. Сетон заплатит за её безопасность в Эдинбургском замке. Елизавета выйдет замуж за графа Лестера.
В мае 1579 года, во время подавления семьи Гамильтонов, лорду Сетону и трем его сыновьям было приказано войти в опеку в замке Бречин. Сетон умолял хранителей короля в замке Стерлинг смягчить их обвинение в измене. Его сын Джон Сетон из Барнса, известный как «Кавалер де Букка» из-за своего поста при испанском дворе, вернулся в Шотландию и подозревался в доставке сообщений от изгнанной королевы Марии. 2 июня 1581 года Джордж Сетон и двое его сыновей наблюдали за казнью регента Мортона с лестничного марша на Королевской Миле в Эдинбурге.

### Посол во Франции (1583)
После краха режима Гоури Джордж Сетон был отправлен послом во Францию в декабре 1583 года. Его сопровождал Уильям Шоу, главный распорядитель работ при короле Якове VI. Английский наблюдатель услышал, что молодой лэрд Финтри, католик, будет сопровождать их, чтобы избежать отлучения от Церкви Шотландии, а мастер Ливингстон отправится, чтобы привезти Кэтрин, герцогиню Леннокс, вдову Эсме Стюарт, и её сына Людовика обратно в Шотландию. Французский дипломат Франсуа де Рошроль, сеньор де Мейневиль, по словам сэра Роберта Боуза, стоял за миссией и выбором лорда Сетона.
Когда его выбрали для этого посольства в сентябре 1583 года, Джордж Сетон написал королеве Марии из Сетонского дворца, чтобы объяснить свою миссию. Он сказал, что должен продолжить союз и дружбу с Францией, последовать совету герцога де Гиза и завершить договор с ней и её сыном. Однако, писал он, её служба была его главным мотивом. Он объяснил, что бедность короля Якова была «настолько велика, что он не мог осуществить ни малейшей части своих планов». Сетону пришлось самому оплачивать путешествие. Он также упомянул, что английский посланник Фрэнсис Уолсингем покинул Шотландию 15 (или 25) сентября 1583 года и получил очень плохой прием и развлечения в Шотландии . Сетон частично финансировался городом Эдинбург, который дал ему коммерческий мандат и внес 2000 марок на наём корабля Эндрю Лэмба.
За посольством Шотландии пристально наблюдал английский дипломат сэр Эдвард Стаффорд. Стаффорд отметил аудиенцию Сетона у французского короля в феврале 1584 года при поддержке герцогов Гиза и Жуайеза. Стаффорд сказал, что Джордж Сетон был щедр на развлечения и демонстрацию серебряных тарелок, что привело к подозрению, что он финансировался Испанией. Он думал, что миссия Сетона касалась брака короля Шотландии Якова VI с принцессой Лотарингской. К маю 1584 года у Сетона закончились деньги, и он заложил свою серебряную тарелку и орудия корабля в Дьеппе. Сетон спросил Стаффорда о лидерах повстанцев в рейде Рутвена, бежавшего в Англию, и Стаффорд написал Фрэнсису Уолсингему, что Сетон был глуп в этом разговоре.
21 июня 1584 года Эдвард Стаффорд отметил в другом письме, что фразы Сетона перекликаются с фразами Марии, королевы Шотландии, и было ясно, что они часто общались. После возвращения Джорджа Сетона в Шотландию де Мейневиль написал королю Якову VI в ноябре 1584 года, что Сетон был серьезен в этом посольстве (чтобы примирить Марию и Якова VI), но время было неподходящим. Прежде всего, Франция стремилась поддерживать хорошие отношения с Англией.

## Смерть и эпитафия
Джордж Сетон оставался во Франции до июля 1585 года или позже. Иезуит Роберт Парсонс писал, что не знает, возвращаться ли ему или просто отправить своего сына Александра обратно в Шотландию. Хотя ультрапротестантский режим Гаури потерпел поражение, политическая ситуация в Шотландии была не такой, как надеялся Сетон. Вернувшись в Шотландию, в январе сэр Джон Колвилл дважды упомянул его как больного в своих письмах, и он умер в феврале 1586 года. 22 июня 1586 года его сын Александр, настоятель Плюскардена, вернул в Эдинбургский совет копии своих документов о французских импортных пошлинах, отправленных с его отцом королю Генриху II. Джордж был похоронен в коллегиальной церкви Сетона, и на его мемориале есть длинная латинская эпитафия, которая также описывает карьеру его детей. Латинский текст подписан «A.S.F.C.F.F.», предположительно ссылаясь на Александра Сетона как на его автора.

## Семья
Он женился на Изабель Гамильтон (ок. 1529 — 13 ноября 1604), дочери сэра Уильяма Гамильтона из Санкуара, капитана Эдинбургского замка, в августе 1550 года. Свадьба была отпразднована в Эдинбургском замке . По словам Ричарда Мейтленда, Гамильтон из Санкуара организовал некоторые работы по восстановлению дворца Сетон, который был поврежден английской армией, которая сожгла Эдинбург в мае 1544 года .
В число детей лорда Сетона и Изабель Гамильтон входили:
- Джордж Сетон, мастер Сетон (? — март 1562)
- Роберт Сетон, 1-й граф Уинтон (1552 — 22 марта 1603)
- Сэр Джон Сетон из Барнса (ок. 1555 — 11 июня 1594), помощник графа Лестера в 1575 году[41], мастер-резчик Филиппа II Испанского и мастер верховой езды Якова VI.
- Александр Сетон, 1-й граф Данфермлин (1555 — 16 июня 1622)
- Уильям Сетон из Кайлсмура (1562 — июль 1635), который женился на Джанет Данбар
- Маргарет Сетон (1551/1558 — 1516), которая в 1574 году вышла замуж за Клода Гамильтона, 1-го лорда Пейсли[42].

Согласно испанскому дипломатическому отчету, в 1592 году королева Анна Датская сказала нескольким придворным дамам, в том числе Изобель Гамильтон, леди Сетон, что она католичка и молится с четками. В декабре 1596 года леди Сетон, как говорили, была большой любимицей Анны Датской.